# Чипреса
Чипрѐса (на италиански: Cipressa; на лигурски: a Çiprèssa, а Ципреса) е село и община в Северна Италия, провинция Империя, регион Лигурия. Разположено е на 240 m надморска височина. Населението на общината е 1246 души (към 2011 г.).